# Olympische Sommerspiele 1956/Teilnehmer (Kuba)
| Gelbes Symbol für Goldmedaillen mit stilisierten Olympischen Ringen | Graues Symbol für Silbermedaillen mit stilisierten Olympischen Ringen | Braundes Symbol für Bronzemedaillen mit stilisierten Olympischen Ringen |
| ------------------------------------------------------------------- | --------------------------------------------------------------------- | ----------------------------------------------------------------------- |
| —                                                                   | —                                                                     | —                                                                       |

Kuba nahm an den Olympischen Sommerspielen 1956 im australischen Melbourne mit einer Delegation von 16 Sportlern, 15 Männer und eine Frau, an 16 Wettkämpfen in fünf Sportarten teil.
Seit 1900 war es die siebte Teilnahme Kubas an Olympischen Sommerspielen.
Jüngster Athlet war mit 15 Jahren uns 152 Tagen der Schwimmer Raúl Martin, ältester Athlet der Segler Carlos de Cárdenas Culmell (52 Jahre und 330 Tage).

## Flaggenträger
Der Schwimmer Manuel Sanguily trug die Flagge Kubas während der Eröffnungsfeier im Melbourner Olympiastadion.

## Teilnehmer nach Sportarten

### Leichtathletik
Damen
- Berta Díaz
  - 80 Meter Hürden

Runde eins: in Lauf eins (Rang zwei) für das Halbfinale qualifiziert, 11,4 Sekunden (handgestoppt), 11,51 Sekunden (automatisch gestoppt)
Halbfinale: ausgeschieden in Lauf eins (Rang fünf), 11,2 Sekunden (handgestoppt), 11,42 Sekunden (automatisch gestoppt)

Herren
- Evaristo Iglesias
  - 100 Meter Lauf

Runde eins: ausgeschieden in Lauf drei (Rang fünf), 11,3 Sekunden (handgestoppt), 11,50 Sekunden (automatisch gestoppt)
  - 110 Meter Lauf

Runde eins: in Lauf vier (Rang zwei) für das Halbfinale qualifiziert, 14,3 Sekunden (handgestoppt), 14,52 Sekunden (automatisch gestoppt)
Halbfinale: ausgeschieden in Lauf eins (Rang vier), 14,6 Sekunden (handgestoppt), 14,73 Sekunden (automatisch gestoppt)

### Rudern
Herren

Vierer mit Steuermann
- Ergebnisse
Runde eins: in Lauf drei (Rang vier) gescheitert, 7:14,3 Minuten
Runde eins Hoffnungslauf: ausgeschieden in Lauf eins (Rang zwei), 7:28,2 Minuten
- Mannschaft
Virgilio Ara
José Hurdado
José Roa
José Romero Santos
Enrique Torres

Vierer ohne Steuermann
- Ergebnisse
Runde eins: in Lauf zwei (Rang drei) gescheitert, 7:17,7 Minuten
Runde eins Hoffnungslauf: ausgeschieden in Lauf vier (Rang zwei), 8:45,4 Minuten
- Mannschaft
Enrique Hernández
Orlando Lanza
Luis Olivera
Joaquín Pérez

### Schwimmen
Herren
- Raúl Martin
  - 400 Meter Freistil

Runde eins: ausgeschieden in Lauf zwei (Rang acht), 4:58,2 Minuten
  - 1500 Meter Freistil

Runde eins: ausgeschieden in Lauf zwei (Rang fünf), 19:59,9 Minuten

- Manuel Sanguily
  - 200 Meter Brust

Runde eins: in Lauf zwei (Rang drei) für das Finale qualifiziert, 2:41,8 Minuten
Finale: 2:42,0 Minuten, Rang sieben

### Segeln
Herren

Star
- Ergebnisse
Finale: 2714 Punkte, Rang sechs
Rennen eins: 578 Punkte, 3:00:57 Stunden, Rang vier
Rennen zwei: Rennen nicht beendet (DNF)
Rennen drei: 402 Punkte, 3:30:08 Stunden, Rang sechs
Rennen vier: Rennen nicht beendet (DNF)
Rennen fünf: 578 Punkte, 3:06:16 Stunden, Rang vier
Rennen sechs: 578 Punkte, 3:23:26 Stunden, Rang vier
Rennen sieben: 578 Punkte, 3:02:51 Stunden, Rang vier
- Mannschaft
Jorge de Cárdenas
Carlos de Cárdenas Culmell

### Turnen
Herren
- Rafael Lecuona
  - Einzelmehrkampf

Finale: 100,25 Punkte (49,10 Punkte Pflicht – 51,15 Punkte Kür), Rang 52
Bodenturnen: 16,35 Punkte (8,30 Punkte Pflicht – 8,05 Punkte Kür), Rang 55
Pferdsprung: 17,85 Punkte (8,95 Punkte Pflicht – 8,90 Punkte Kür), Rang 55
Barren: 17,45 Punkte (8,50 Punkte Pflicht – 8,95 Punkte Kür), Rang 52
Reck: 14,55 Punkte (6,75 Punkte Pflicht – 7,80 Punkte Kür), Rang 55
Ringe: 16,00 Punkte (7,70 Punkte Pflicht – 8,30 Punkte Kür), Rang 50
Seitpferd: 18,05 Punkte (8,90 Punkte Pflicht – 9,15 Punkte Kür), Rang 33